# Ben Saïd Abdallah
Ben Saïd Abdallah (* 1. September 1924 in Rabat; † nach 1948) war ein französischer Langstreckenläufer.
1948 wurde er mit seiner persönlichen Bestzeit von 31:02,8 min nationaler Vizemeister über 10.000 m. Er qualifizierte sich damit für die Olympischen Spiele in London, bei denen er in 31:07,8 min Sechster wurde.